# متلازمة هوبكنز
متلازمة هوبكنز هي خللٌ عصبي غير معروف السبب حتى الآن، ولكن لارتباطها بنوبات الربو (التي غالبا ما تكون محفزة بواسطة عدوي في الجهاز التنفسي) فيُعتقد أن سببها يمكن أن يكون الفيروس المسبب لعدوي الجهاز التنفسي الذي تسبب في حدوث الشلل المصاِب لها أيضًا. لقد تم العثور على الحمض النووي للنوع الأول من فيروس الهربس البسيط (فيروس مسبب لالتهاب الحلق) في عينة من السائل النخاعي لمريض واحد على الأقل من المرضي الذين تم تشخيصهم بمتلازمة هوبكنز. ولكن لم يتم اكتشاف أي اجسام مضادة لبعض الفيروسات الأخرى مثل فيروس التخمر المعوي الخارجي والداخلي، أو الفيروس المسبب لمرض شلل الأطفال. وقد تم العثور علي عدوي الميكوبلازما الرئوية في حالة من الحالات.
تشمل المتلازمة خللًا في النخاع الشوكي، تحديدًا خلايا القرن الأمامي مما يصاحبه تدمير في العضلات التي يتم التحكم بها بواسطة هذا المكان. وقد تم التوصل إلى ذلك الاستنتاج بواسطة الدراسات الإشعاعية والكهروجرافية. تم العثور علي ألياف ضامرة متناثرة التي تدل علي وجود ضرر بخلايا القرن الأمامي من النخاع الشوكي في خزعة من عضلة مصابة لأحد المرضي.
حيث أن هذه المتلازمة نادرة الحدوث فإنه لم يتم عمل أي تجارب سريرية لأي أدوية. تم تجربة استخدام الأسيكلوفير(مضاد للفيروسات)، الكورتيزون وتبادل البلازما العلاجي كعلاج للمرض؛ ويُظن أن تبادل البلازما العلاجي هو أكثر فعالية من الكورتيزون. يُعتبر تعافي الأطراف المصابة بالمرض أمرًا صعبًا.